# Ján Kozák
Ne pas confondre avec son père, également footballeur, Ján Kozák (football, 1954).
Pour les articles homonymes, voir Kozak.
Ján Kozák, né le 22 avril 1980 à Košice, est un joueur de football international slovaque retraité depuis 2014.

## Biographie
Il est le fils de Ján Kozák, ancien international tchécoslovaque et sélectionneur de l'équipe de Slovaquie. 
Il a été sélectionné dans l'équipe de Slovaquie qui a participé à la Coupe du monde 2010 (1 match disputé).

## Carrière
- 1997–2000 : 1. FC Košice  Slovaquie
- 1998–1999 : KSC Lokeren  Belgique (prêt)
- 2000–2002 : Slavia Prague  Tchéquie
- 2002–2003 : 1. FC Košice  Slovaquie
- 2003-2008 : Artmedia Petržalka  Slovaquie
- 2006 : West Bromwich Albion  Angleterre (prêt)
- 2009 : Slovan Bratislava  Slovaquie
- 2010 : FC Timişoara  Roumanie
- 2011 : AEL Larissa
- 2012 : FC Bunyodkor

## Palmarès

### Avec leFC Košice
- Champion de Slovaquie en 1998

### Avec l'Artmedia Petržalka
- Champion de Slovaquie en 2005 et 2008
- Vainqueur de la Coupe de Slovaquie en 2004 et 2008

### Avec leSlovan Bratislava
- Champion de Slovaquie en 2009

### Avec leBunyodkor Tachkent
- Vainqueur de la Coupe d'Ouzbékistan en 2012

## Sélections
- 25 matchs et 2 buts avec la Slovaquie.